# جون زاريلا
جون زاريلا هو مراسل أخبار أمريكي في سي إن إن.